# Ich ruf zu dir, Herr Jesu Christ, BWV 177
Ich ruf zu dir, Herr Jesu Christ, BWV 177 (Et prego, Senyor Jesucrist), és una cantata religiosa de Johann Sebastian Bach per al quart diumenge després de la Trinitat, estrenada a Leipzig el 6 de juliol de 1732.

## Origen i context
El text correspon literalment a l'himne de Johann Agricola (ca 1530), que li dona títol, no conté cap recitatiu, les estrofes centrals es converteixen en àries emmarcades entre dos cors. Està inspirat en el passatge del Sermó de la muntanya segons la versió de Lluc (6, 36-42), insistint en la idea que només la fe i no les obres, justifiquen l'actitud dels fidels davant de Déu, punt essencial del luteranisme. Per a aquest diumenge es conserven altres dues cantates, la BWV 24 i la BWV 185.

## Anàlisi
Obra escrita per a soprano, contralt, tenor i cor; dos oboès, oboe da caccia, fagot, corda i baix continu. Consta de cinc números sense cap recitatiu.
1. Cor: Ich ruf zu dir, Herr Jesu Christ (Et prego, Senyor Jesucrist)
2. Ària (contralt): Ich bitt noch mehr, o Herre Gott (Quelcom més et suplico, Senyor Déu)
3. Ària (soprano): Verleih, dass ich aus Herzensgrund (Fes que de tot cor)
4. Ària (tenor): Laß mich kein Lust noch Furcht von dir (Cap Plaer ni cap Temor)
5. Coral: Ich lieg im Streit und widerstreb (Sóc immers a la batalla i resisteixo)

El número inicial és llarg i complex en línia amb les cantates corals; conté una introducció instrumental que funciona també com a epíleg, repartit en dues parts amb un moviment concertant al mig. A la primera part el soprano fa de cantus firmus després que les veus inferiors hagin preparat la seva entrada sobre un ritornello instrumental; en la segona part, un tractament polifònic precedeix l'arribada del tema del coral, però ara són les veus inferiors les que fan de cantus firmus. A continuació hi ha tres aèries seguides que presenten una doble interrelació, per un costat un augment progressiu del dispositiu instrumental: duo, trio i quartet, i per l'altre que cadascuna comença, més o menys, amb paraules de la primera frase del coral. La del segon número, de contralt, és la més simple amb només la veu i el continu. La del tercer número va a càrrec del soprano, l'oboè da caccia i el continuo, i en la del número 4, el tenor va acompanyat, a més del continu, per un violí i el fagot. El coral final, homòfon i molt senzill, contrasta amb les àries anteriors té una melodia del cançoner de Joseph Klug de 1535, a la que Bach hi afegeix algunes ornamentacions. Té una durada aproximada d'uns vint-i-set minuts.

## Discografia seleccionada
- J.S. Bach: Das Kantatenwerk. Sacred Cantatas Vol. 9. Nikolaus Harnoncourt, Concentus Musicus Wien, Tölzer Knabenchor (Gerard Schmidt-Gaden, director), Helmuth Wittek, Panito Iconomou (solistes del cor), Kurt Equiluz. (Teldec), 1994.
- J.S. Bach: The complete live recordings from the Bach Cantata Pilgrimage. CD 30: Tewkesbury Abbey, Gloucestershire; 16 de juliol de 2000. John Eliot Gardiner, English Baroque Soloists, Monteverdi Choir, Magdalena Kozena, Nathalie Stutzmann, Paul Agnew. (Soli Deo Gloria), 2013.
- J.S. Bach: Complete Cantatas Vol. 21. Ton Koopman, Amsterdam Baroque Orchestra & Choir, Sandrine Piau, Bogna Bartosz, Christoph Prégardien. (Challenge Classics), 2006.
- J.S. Bach: Cantatas Vol. 53. Masaaki Suzuki, Bach Collegium Japan, Hana Blazikova, Robin Blaze, Gerad Türk. (BIS), 2013.
- J.S. Bach: Church Cantatas Vol. 53. Helmuth Rilling, Bach-Collegium Stuttgart, Gächinger Kantorei Stuttgart, Arleen Augér, Julia Hamari, Peter Schreier. (Hänssler), 1999.
- J.S. Bach: Cantatas for the Complete Liturgical Year, Vol. 2. Sigiswald Kuijken, La Petite Bande, Siri Thornbill, Petra Noskaiova, Christoph Genz. (Accent), 2005.